# Tour de Pologne 1955
Tour de Pologne 1955 – 12. edycja wyścigu kolarskiego Tour de Pologne odbyła się w dniach 21 września – 2 października 1955. Rywalizację rozpoczęło 94 kolarzy, a ukończyło 77. Łączna długość wyścigu – 1563 km.
Pierwsze miejsce w klasyfikacji generalnej zajął Marian Więckowski (CWKS I), drugie Wiesław Podobas (CWKS III), a trzecie Adam Wiśniewski (CWKS I). 
Wyścig po raz pierwszy wystartował nie z Warszawy jak dotychczas, ale z Gdyni. Trasa była znacznie krótsza niż w ubiegłym roku, etapów mniej, a zwycięzca etapowy nie otrzymywał tym razem żadnej bonifikaty. Na starcie stanęła cała krajowa czołówka zawodników. Z zagranicznych ekip wystartowali jedynie Norwegowie, którzy nie odegrali jednak większej roli w wyścigu. Pechowo zakończył wyścig jeden z faworytów, Stanisław Królak - zwycięzca Wyścigu Pokoju (1956), który jadąc jako lider wyścigu, na IX etapie przed Mogilanami miał defekt, w efekcie którego stracił kilkanaście minut i pozycję lidera wyścigu. Rewelacją 12. TdP został uznany 19-latek Wiesław Podobas, który w doborowym towarzystwie ukończył wyścig jako drugi kolarz. Sędzią głównym był Aleksander Przybytniewski.

## Etapy
| Etap      | Data           | Start - meta                | Długość (km) | Zwycięzca etapu       | Lider             |
| I etap    | 21 września    | Gdynia – Bydgoszcz          | 189          | Stanisław Królak      | Stanisław Królak  |
| II etap   | 22 września    | Bydgoszcz – Poznań          | 135          | Wacław Wójcik         | Stanisław Królak  |
| III etap  | 23 września    | Poznań – Zielona Góra       | 121          | Stanisław Bedyński    | Stanisław Królak  |
| IV etap   | 24 września    | Zielona Góra – Jelenia Góra | 152          | Józef Czarnecki       | Marian Więckowski |
| V etap    | 26 września    | Jelenia Góra – Wrocław      | 135          | Adam Wiśniewski       | Marian Więckowski |
| VI etap   | 27 września    | Wrocław – Opole             | 164          | Mieczysław Wilczewski | Marian Więckowski |
| VII etap  | 28 września    | Opole – Kraków              | 170          | Stanisław Bugalski    | Marian Więckowski |
| VIII etap | 29 września    | Kraków – Zakopane           | 102          | Grzegorz Chwiendacz   | Stanisław Królak  |
| IX etap   | 1 października | Zakopane – Kielce           | 215          | Grzegorz Chwiendacz   | Marian Więckowski |
| X etap    | 2 października | Kielce – Warszawa           | 180          | Andrzej Trochanowski  | Marian Więckowski |

## Końcowa klasyfikacja generalna

### Klasyfikacja indywidualna
| Poz. | Zawodnik              | Kraj   | Zespół    | Czas (średnia km/h)       |
| ---- | --------------------- | ------ | --------- | ------------------------- |
| 1.   | Marian Więckowski     | Polska | CWKS I    | 41h 06' 53" (38,108 km/h) |
| 2.   | Wiesław Podobas       | Polska | CWKS III  | +06' 43"                  |
| 3.   | Adam Wiśniewski       | Polska | CWKS I    | +08' 24"                  |
| 4.   | Witold Preczyński     | Polska | Sparta    | +08' 35"                  |
| 5.   | Stanisław Królak      | Polska | CWKS I    | +09' 49"                  |
| 6.   | Grzegorz Chwiendacz   | Polska | CRZZ      | +10' 51"                  |
| 7.   | Mieczysław Wilczewski | Polska | CRZZ      | +31' 28"                  |
| 8.   | Jerzy Jarząbek        | Polska | Gwardia I | +15' 01"                  |
| 9.   | Eligiusz Grabowski    | Polska | Gwardia I | +15' 57"                  |
| 10.  | Stanisław Szostek     | Polska | CRZZ      | +16' 44"                  |

### Klasyfikacja drużynowa
| 1. | CWKS I    | 123h 19' 30" |
| 2. | CRZZ      | +22' 14"     |
| 3. | CWKS II   | +26' 57"     |
| 4. | Gwardia I | +38' 09"     |
| 5. | CWKS III  | +42' 10"     |